# Teodor-Dacian Crăciun
Teodor-Dacian Crăciun es un tenista profesional, nacido el 6 de junio de 1980 en Rumania. Su máximo ranking individual lo consiguió el 5 de marzo de 2007, cuando alcanzó la posición n.º 218 del ranking mundial ATP. Mientras que en dobles alcanzó la posición 200 el 9 de julio de 2007.
Ha ganado hasta el momento trece títulos futures en individuales. En dobles ha obtenidos un título de la ATP Challenger Series y trece títulos futures.

## Títulos; 1 (0 + 1)

### Dobles (1)
| Legenda dobles            |
| Grand Slam (0)            |
| ATP World Tour Finals (0) |
| ATP Masters 1000 (0)      |
| ATP World Tour 500 (0)    |
| ATP World Tour 250 (0)    |
| ATP Challenger Series (1) |

| No. | Fecha      | Torneo                            | Superficie | Pareja        | Rival en la final                    | Resultado |
| --- | ---------- | --------------------------------- | ---------- | ------------- | ------------------------------------ | --------- |
| 1.  | 25.06.2007 | Challenger de Almaty-2 Kazajistán | Tierra     | Florin Mergea | Alexey Kedryuk Alexander Kudryavtsev | 6-2, 6-1  |